# روجر ماريون
روجر ماريون هو سياسي كندي، ولد في 5 أغسطس 1846، وتوفي في 13 أبريل 1920.